# Thamnomys major
Thamnomys major — вид гризунів, що мешкають на північних схилах гори Карісімбі, неактивного вулкана в провінції Північне Ківу Демократичної Республіки Конго (ДРК). Оскільки вид можна ідентифікувати лише за голотипом, його точне поширення неможливо визначити. Сучасний аналіз свідчить про «значну» різницю в розмірах голотипу та T. kempi, де перший також демонструє особливості молярів, нетипові для пізнішого. Ще інші зразки, зібрані зі схилів гори Карісімбі, пацюки, яких Хатт розглядав як приклад T. major, згодом були описані як сумісні з T. kempi.